# 石井めぐる
石井 めぐる（いしい めぐる、本名は石井理恵、1987年5月28日−）は、元アイドル、元タレント、元グラビアアイドル。

## 略歴
ピー・ビー・ビー所属（社は解散済み）。一時期芸能人女子フットサルチーム「南葛YJシューターズ」（現南葛シューターズ）に所属していた。グラビアアイドルとして活躍する他、女優としてテレビドラマにも出演、2006年10月には初舞台も踏む。2009年発売のDVD『ではっ！ ～めぐるメモリーズ～』の発売をもって水着グラビアを卒業。2010年12月、3歳上の一般男性と結婚する事と、芸能界からの引退を自身のブログで報告した。

## エピソード
- 中学生時代はソフトボール部に所属していた。
- プライベートでは山崎真実とクリスマスを共に過ごす仲だという。
- 集英社「週刊ヤングジャンプ」で愛川ゆず季と『ゆずめぐ』、小学館sabraで佐野夏芽と『なつめぐ』というユニットを雑誌企画で組んでいたことがある（中部日本放送のバラエティ番組『なつめぐ堂』とは無関係）。ちなみに佐野と愛川の『なつゆず』も存在する。この2人とは『アイドル芸能社』でも共演していて、プライベートでも仲がいい。

## 出演

### テレビドラマ
- 探偵ブギ 第1話
- ファイト（2005年）
- Pinkの遺伝子 第12話（2005年） - 菅野チヅル役
- 心霊探偵 八雲（2006年4月~6月、テレビ東京） - 小沢晴香役
- 地獄少女 第6話（2006年） - 真田幸役
- 火曜ドラマゴールド「現代に甦った闇の死置人 あなたの怨み晴らします」（2007年1月16日）
- パセリ（2007年）- 新堂舞役
- ケータイ少女 ~恋の課外授業~（2007年） - 大樹結衣役
- 探偵事務所5「Another Story 2nd Season」 第6話 "息子"（2008年）- 近藤みゆき役

### その他テレビ
- アイドル芸能社（BS-i、2005年4月~2006年1月）- 1期途中入社制作部員
- エリンが挑戦! にほんごできます。（2006年10月～2007年3月・再放送：2007年4月～2007年9月、2007年10月～2008年3月　NHK教育テレビ）- 三田村めぐみ役
- グラビアの美少女（MONDO21）
- 水着少女（テレビ東京）第2回「水着少女の卵」コーナー出演

### 映画
- 一生の?お願い （2005年）－ 佐藤奈々子役
- 手塚眞のホラーシアター ザ・バースデイ #7　～水瓶座～【魔の井戸】（2005年、コンパスTV）　みずき役
- ドリフト4~隼 （2007年）－ 片岡美奈子役
- URAHARA（2006年制作、2008年3月公開、監督：稲富勝）－ レポーター 役（友情出演）
- ダブルトーク(仮) （鋭意制作中、監督：遠藤一平））－ 西脇紗韻役

### 舞台
- 円谷劇団「じゅわっと」（2006年10月5日 - 9日、於・博品館劇場)

### CM
- エクシング「ポケメロJOYSOUND」
- ネクソンジャパン「メイプルストーリー」
- 第一三共ヘルスケア「エージーノーズ」（2008年）

### カラオケ
- DAM　グラカラ　「超特急」（ゆず）

## 作品

### 写真集
- Be-New - 石井めぐる1st.写真集（2004年7月、彩文館出版）ISBN 477560046X 撮影：加納典譲
- めぐるめぐる（2004年12月、学習研究社）ISBN 405402629X 撮影：木村晴
- 海風（2005年7月、ワニブックス）ISBN 4847028759 撮影：今村敏彦

### 関連書籍
- 『彼女を守る51の方法 ―都会で地震が起こった日―』（彼女を守るプロジェクト・著 マイクロマガジン社刊）ISBN 4896371909 - 彼女モデルを担当。

### DVD
- DVD「Baby Style2」（エクスドリームエンタテイメント、2004年6月）
- 1stDVD「Pure smile」(竹書房、2004年7月)
- 2ndDVD「めぐるめぐる」(学研、2004年12月)
- 3rdDVD「シスター」(GMミュージアム、2005年3月)
- 「デジモのお部屋」（TBS、2005年6月）
- 4thDVD「オトナ・・・」(ポニーキャニオン、2005年6月)
- 「Jump」(フォーサイド、2005年10月)
- 「ウルトラH～Gemini」(フォーサイド、2005年10月)
- 「めぐる デde デートDATE」(UMD Video)　(スリーコード、2005年11月25日)
- 「SUMMER HOLIDEYS～最後の夏休み～」(スリーコード、2005年12月)
- 「めぐるきせつ」(バップ、2006年4月)
- 「Merry-Go-Round」」(フォーサイド・ドット・コム、2006年6月25日)
- 「夏めぐる」（ラインコミュニケーションズ、2006年6月)
- 「恋めぐる」(ラインコミュニケーションズ、2006年11月)
- 「1/めぐる」 (フォーサイド・ドット・コム、2007年7月27日)
- 「めぐるのセブとゆかいな仲間たち」 (エアーコントロール、2008年1月25日)
- 「角川☆グラビエーター 石井めぐるドキッ!メンタリー」 (角川エンタテインメント、2008年8月6日)
- 「ではっ！ ～めぐるメモリーズ～」 (イーネット・フロンティア、2008年12月20日)